# Marie-Louise de Bourbon-Siciles
Marie Immaculée Louise de Bourbon, princesse des Deux-Siciles et comtesse de Bardi, est née au palais de Caserte le 21 janvier 1855 et décédée à Pau le 23 août 1874. 

## Biographie
Fille du roi Ferdinand II des Deux-Siciles et de l'archiduchesse d'Autriche Marie-Thérèse de Habsbourg-Lorraine-Teschen, la princesse est l'avant dernière des nombreux enfants du couple royal. Elle est élevée avec ses frères et sœurs par leur mère dans une foi pieuse et charitable mais aussi une vision du monde très conservatrice. 
Elle n'a que quatre ans quand son père meurt laissant le trône à son fils François II qui vient d'épouser la duchesse Marie-Sophie en Bavière, sœur de l'impératrice d'Autriche. La même année l'Autriche est vaincue par la Sardaigne qui, grâce au soutien de la France, veut d'unifier l'Italie à son profit. La princesse Marie-Louise est trop jeune pour réaliser l'importance des événements. 
Chassée par l'Expédition des Mille de Garibaldi, la famille royale se réfugie à Rome sous la protection du pape Pie IX. malgré l'exil, les sœurs de la princesse se marient avec des membres des dynasties alliées, dynasties elles-aussi victimes des guerres d'unification et du mouvement libéral, en Autriche, Toscane, Parme.
En 1867, La princesse, âgée de 12 ans, perd sa mère et son jeune frère Janvier, victimes d'une épidémie de choléra. En 1868, son frère Gaétan, comte d'Agrigente épouse la fille aînée de la reine d'Espagne, union brillante mais qui se termine tragiquement : le jeune prince se suicide en 1871.
Sa sœur Maria Pia de Bourbon-Siciles ayant épousé en 1869 l'ex-duc Robert Ier de Parme, la princesse Marie-Louise  épouse le 25 novembre 1873 à Cannes le frère cadet de celui-ci, Henri de Bourbon-Parme, comte de Bardi. 
La princesse meurt pendant son voyage de noces à Pau à l'âge de 19 ans. Le comte se remarie à la princesse Adelgonde de Jésus de Bragance, sœur du prétendant conservateur au trône du Portugal.